# Ляшенко, Александр Юрьевич
Алекса́ндр Ю́рьевич Ляше́нко (укр. Олександр Юрійович Ляшенко) — украинский военный лётчик, капитан, участник российско-украинской войны. Герой Украины (2022).

## Биография
В апреле 2022 года капитан Ляшенко вместе с экипажем вертолёта выполнил сложную миссию по доставке боеприпасов, высадке разведывательной группы и эвакуации раненых по маршруту Мариуполь — Днепр. Во время посадки и взлёта в Мариуполе вертолёт подвергся обстрелу из стрелкового оружия и зенитно-ракетного комплекса «Тор», однако экипаж успешно выполнил задание. По возвращении вертолёт попал под прицельный огонь российского военного катера, но, несмотря на это, миссия была завершена успешно.
Этот полёт стал последним успешным авиационным прорывом к заводу «Азовсталь» в Мариуполе, после чего украинские лётчики больше не смогли добраться до этого объекта.

## Награды
- Звание «Герой Украины» с удостоением ордена «Золотая Звезда» (7 апреля 2022) — за личное мужество и героизм, проявленные в защите государственного суверенитета и территориальной целостности Украины, верность военной присяге[2].